# Jé
Jefferson Fredo Rodrigues (ur. 28 lutego 1978) – brazylijski piłkarz występujący na pozycji pomocnika.

## Kariera klubowa
1999 roku występował w klubie Verdy Kawasaki.